# Duomo di Linz
Il duomo dell'Immacolata Concezione (o Duomo di Linz, Mariä-Empfängnis-Dom o Neuer Dom) è la chiesa cattolica maggiore di Linz e cattedrale della diocesi di Linz. Si tratta di una cattedrale fondata ex-novo nel 1855 dal vescovo Franz Joseph Rudigier e costruita in stile neogotico. Al suo completamento, la precedente vecchia cattedrale della città divenne una chiesa parrocchiale. Fu inaugurata nel 1909 anche se fu completata nel 1924.